# Comuna Novoveazivske, Iuriivka
Novoveazivske (în ucraineană Новов`язівське) este o comună în raionul Iuriivka, regiunea Dnipropetrovsk, Ucraina, formată din satele Dubove, Novoveazivske (reședința), Orlivske, Vodeane și Zaricine.

## Demografie
Componența lingvistică a satului Novoveazivske
     Ucraineană (92,94%)
     Rusă (6,66%)
     Alte limbi (0,2%)
Conform recensământului din 2001, majoritatea populației satului Novoveazivske era vorbitoare de ucraineană (92,94%), existând în minoritate și vorbitori de rusă (6,66%).